# Ikeperä järv
Ikeperä järv är en sjö i södra Estland. Den ligger på gränsen mellan Mulgi kommun i landskapet Viljandimaa och Tõrva kommun i Valgamaa, 160 km söder om huvudstaden Tallinn. Ikeperä järv är 0,043 kvadratkilometer och är belägen 100 meter över havet. 
Ikeperä järv är omgiven av våtmarken Ikeperä raba och den avvattnas av Ikepera oja som är ett biflöde till Õhne jõgi vars mynning är belägen i sjön Võrtsjärv.

### Fotnoter
1. ↑  Kikerpera järv hos Geonames.org (cc-by); post uppdaterad 1995-04-02; databasdump nerladdad 2015-09-05